# Leptoiulus hermagorensis
Leptoiulus hermagorensis är en mångfotingart som beskrevs av Karl Wilhelm Verhoeff 1928. Leptoiulus hermagorensis ingår i släktet Leptoiulus och familjen kejsardubbelfotingar. Inga underarter finns listade i Catalogue of Life.